# Kasterlee
Kasterlee (nederländskt uttal: [ˈkɑstərleː]) är en kommun i provinsen Antwerpen i regionen Flandern i Belgien. Kommunen har cirka 18 882 invånare (2020).